# Vlada Nikolchenko
Vlada Ihorivna Nikolchenko , née le 9 décembre 2002 à Kharkiv, est une gymnaste rythmique ukrainienne.

## Palmarès

### Championnats du monde
- Bakou 2019
  -  Médaille de bronze aux massues.

### Jeux européens
- Bakou 2019
  -  Médaille de bronze au cerceau.
  -  Médaille de bronze aux massues.